# Timothy J. Creamer
Timothy J. Creamer, född 15 november 1959 i Huachuca City, Arizona, är en amerikansk astronaut uttagen i astronautgrupp 17 den 4 juni 1998.

## Rymdfärder
- Sojuz TMA-17
- Expedition 22
- Expedition 23